# Sparta (condado de Monroe, Wisconsin)
Sparta es un municipio del condado de Monroe, Wisconsin, Estados Unidos. Tiene una población estimada, a mediados de 2021, de 3259 habitantes.

## Geografía
Está ubicado en las coordenadas 43°58′6″N 90°51′19″O / 43.96833, -90.85528 (43.9684, -90.855392). Según la Oficina del Censo de los Estados Unidos, tiene una superficie total de 122.3 km², correspondientes en su totalidad a tierra firme.

## Demografía
Según el censo de 2020, había 3253 personas residiendo en la zona. La densidad de población era de 26.6 hab./km². El 95.42% de los habitantes eran blancos, el 0.46% eran afroamericanos, el 0.34% eran amerindios, el 0.74% eran asiáticos, el 0.03% era isleño del Pacífico, el 0.40% eran de otras razas y el 2.61% eran de una mezcla de razas. Del total de la población, el 1.88% eran hispanos o latinos de cualquier raza.